# Arash Borhani
Arash Borhani är en persisk anfallare i fotboll och spelar nu i Esteghlal.
Han är en av de snabbaste och mest tekniska spelarna inom persisk fotboll. Han fångade sina fans uppmärksamhet direkt när han började spela säsong 2002/2003. Han kallades till Irans U23-landslag, där han gjorde en bra insats och gjorde 4 mål på två matcher mot Uzbekistan. Trots att Iran hade ett talangfyllt lag så kvalificerade man sig inte för de Olympiska spelen 2004.
Samtidigt kallades han till Irans fotbollslandslag och gjorde några avgörande mål, bland andra målet mot Qatar i en kvalificerande match till VM. Han hade inte börjat i det nationella laget än, men han startade i sin klubb Pas, och var en av deras stjärnor i asiatiska Champions League. Efter VM 2006 skrev han kontrakt med Al Nasr.